# Charles Flamand
Pour les articles homonymes, voir Flamand.
Ne pas confondre avec le poète Élie-Charles Flamand.
Charles Flamand, né le 1er octobre 1921 à Dijon et mort le 4 mai 2019 à Aujeurres, est un résistant français.
Il est fait grand-croix de la Légion d'honneur en 2015.

## Biographie
Charles Auguste Marius Pierre Flamand naît le 1er octobre 1921 à Dijon.
Pendant la guerre, il fait connaissance avec Romain Gary et fait partie des Forces aériennes françaises libres (FAFL). Elevé à la dignité de grand’croix de la Légion d’honneur par le président de la République, le colonel Flamand, 93 ans, est déjà titulaire de nombreuses décorations. Parmi elles, la Médaille de la Résistance, la croix de guerre 1939-1945 avec six citations dont trois à l’ordre de l’armée, la croix des TOE avec cinq citations dont une à l’ordre de l’armée, la croix de la valeur militaire avec une citation, ainsi que la croix de combattant volontaire de la Résistance. 
À l’âge de huit ans, il effectue son premier baptême de l’air avec son père, Pierre Flamand, pilote pendant la Grande Guerre, et décédé en 1932 dans un accident d’avion.
Pendant la Seconde Guerre mondiale, Charles Flamand s’engage dans l’armée et passe le concours de l'École de l’air à Rochefort. Âgé de 19 ans au 20 juin 1940, le jeune sergent décide de poursuivre le combat malgré tout. À bord d’un Farman 222-2 Altair, piloté par le capitaine Goumin et l'Adjudant-Chef James Denis, il gagne la Grande-Bretagne depuis la base aérienne de St Jean d'Angély. Présenté au général de Gaulle le 8 juillet 1940, celui-ci le dissuade d’intégrer la Royal Air Force : « Si vous restez sous commandement français, toutes vos victoires seront valorisées par la France qui en a tant besoin ». Cette rencontre déterminante marque un tournant dans la vie de Charles Flamand qui participe ensuite à des centaines de missions d’attaque, de bombardements et d’assauts.
À la fin de la Seconde Guerre mondiale, il continue de servir dans l’armée de l’air, en Indochine et en Algérie.
La carrière militaire du colonel Flamand se termine en 1970. À compter de cette date et jusqu’en 1984, le colonel Flamand met ses compétences au service de l’aérospatiale aux Mureaux.
Il est mort le 4 mai 2019.

## Décorations
- Grand-croix de la Légion d'honneur (2015[2],[3])
- Croix de guerre 1939–1945, palme de bronze
- Croix de guerre des Théâtres d'opérations extérieurs, palme de bronze
- Croix de la Valeur militaire avec citation à l'ordre de la division
- Médaille de la Résistance française
- Titulaire de la Distinguished Unit Citation de l'Armée des États-Unis au sein du 42e Wing de l'US Air Force (1944/1945)
- Médaille Commémorative avec agrafes Koufra, Érythrée, Éthiopie, Abyssinie, Libye, Fezzan Tripolitaine, Extrême-Orient
- Commandeur de l'Étoile du Bénin